# Exocentrus hayashii
Exocentrus hayashii är en skalbaggsart som beskrevs av Gordon Allan Samuelson 1965. Exocentrus hayashii ingår i släktet Exocentrus och familjen långhorningar. Inga underarter finns listade i Catalogue of Life.